# Синьял-Покровское сельское поселение
Синья́л-Покро́вское се́льское поселе́ние (чув. Çĕньял Покровски ял тăрăхĕ) — муниципальное образование в составе Чебоксарского района Чувашской Республики. Административный центр — деревня Пархикасы.
Главой поселения является Васильев Рудольф Валерианович.
По итогам 2014 года в конкурсе Минстроя Чувашии в номинации «Самое благоустроенное сельское поселение» Синьял-Покровское сельское поселение заняло первое место.

## Географические данные
Земли Синьял-Покровского сельского поселения с северной стороны граничат с землями сельскохозяйственного кооператива «Атал», с востока с землями сельскохозяйственного производственного кооператива «Сад», далее в южном направлении по заборам д. Янду, д. Янду остается с западной стороны, далее под прямым углом поворачивается в восточном направлении, а затем проходит по северной стороне вдоль забора коллективного сада Министерства внутренних дел, далее вдоль забора коллективного сада Чувашского территориального управления строительства, длина забора составляет 570 м и граница поворачивается вдоль забора в юго-восточном направлении и проходит 420 м коллективные сады остаются на землях сельского поселения, с северной стороны земли Большекатрасьского сельского поселения после заборов прямо в восточном направлении, пересекает Мало-Карачуринскую глиняную карьеру и выходит перпендикулярно к автомобильной дороге «Чебоксары — Сурское», которую пересекает на 14 км отметки автомобильной дороги «Чебоксары-Сурское» и поворачивает в южном направлении по левой стороне автомобильной дороги до 16 км и перпендикулярно на восток на 250 м с северной стороны вдоль забора асбестобетонного завода «Спецремстроя» и оврага с лесопосадкой Карачуринского лесничества Опытного лесхоза, далее на юг, оставляя поля сельскохозяйственного производственного кооператива «Сад» с западной стороны и восточные границы лесопосадки, по краю оврага с левой стороны 1400 м до устья сливания двух ручейков, около лесопосадки в районе автотранспортного предприятия «Чебоксарский» переходит через овраг на правую сторону оврага около автотранспортного предприятия «Чебоксарский» до восточной границы поля сельскохозяйственного производственного кооператива -колхоза «Пучах», через 700 м вниз выходит на ручей и по ручью продолжается на юг с левой стороны д. Василькасы Большекатрасьского сельского поселения, а справа д. Яранкасы Синьял-Покровского сельского поселения, после д. Яранкасы с места перехода в д. Василькасы продолжается граница по ручью 900 м, а затем резко поворачивается строго на запад, в точке поворота заканчивается западная граница с землями сельскохозяйственного производственного кооператива «Сад», начинаются северные границы земли Кшаушского сельского поселения и южные границы земли сельскохозяйственного производственного кооператива -колхоза «Пучах» продолжается 800 м по краю оврага и далее поворачивается на юго-запад, вдоль северной стороны забора коллективного сада «Чувашавтотранс № 2», который находится на территории Кшаушского сельского поселения и выходит на автомобильную дорогу «ст. Ишлеи-Мижеры» на отметке 2,5 км от ст. Ишлеи, при этом пересекает и железную дорогу «Чебоксары -Канаш», после пересечения автодороги перпендикулярно продолжается 500 м, проходит межевую границу полей северные границы полей федерального государственного унитарного предприятия учебно-опытное хозяйство «Приволжское» и южную границу полей сельскохозяйственного производственного кооператива — колхоза «Пучах» затем по дну оврага продолжается по направлению в сторону перекрестка автомобильной дороги «Чебоксары-Сурское» с газокомпрессорной станцией, но не доходит 600 м и по правому краю оврага продолжается прямо на юг 1300 м, а затем резко поворачивается на запад, в точке поворота заканчиваются западная граница земли федерального государственного унитарного предприятия учебно-опытное хозяйство «Приволжское» и начинаются северная граница земель Ишлейского сельского поселения и производственного сельскохозяйственного кооператива «Ишлейский» и через 600 м вдоль грунтовой автомобильной дороги выходит на автодорогу «Чебоксары -Сурское» на отметке 21,2 км от г. Чебоксары и прямо пересекает автодорогу и проходит по северной границе села Ишлеи, южной границе земель сельскохозяйственного производственного кооператива-колхоза «Пучах», огибая водонапорные башни, в западном направлении, который составляет 700 м, огибается овраг в юго-западном направлении сторону с. Ишлеи на 60 м, поворачивается в западном направлении 150 м и поворачивается в северном направлении130 м, далее поворачивает в западном направлении на 1000 м оставляя северную границу с. Ишлеи и южную границу земель сельскохозяйственного производственного кооператива-колхоза «Пучах», далее под углом 90 градусов поворачивается на юг в сторону с. Ишлеи вдоль восточного забора коллективного сада газокомпрессорной станции на 250 м, далее поворот на 90 градусов на запад вдоль южных заборов коллективного сада до края оврага и огибается по краю оврага, продолжается на северо-восток продолжительностью 340 м и поворачивается в западном направлении и продолжается 230 м и выходит на р. Унга, далее продолжается в северном направлении по р. Унга продолжается до плотины д. Пархикасы, оставляя западные земли Синьял-Покровского сельского поселения и восточные земли Ишлейского сельского поселения по правому берегу р. Унга, далее граница продолжается по правому берегу плотины д. Пархикасы и продолжается вверх по р. Унга, у южных грани д. Синьял-Покровское, где примыкается овраг со стороны д. Ядринкасы заканчиваются земли Ишлейского сельского поселения, а по северной части оврага начинаются южные и восточные земли Вурман-Сюктерского сельского и сельскохозяйственного производственного кооператива «Атал» и продолжается граница по правому краю оврага, где протекает р. Унга до плотины д. Синьял-Покровское, далее по восточному краю коллективного сада «Колос», коллективный сад «Колос» остается на землях Вурман-Сюктерского сельского поселения, а по левому берегу р. Унга земли Синьял-Покровского сельского поселения, после плотины по р. Унга до истока р. Унга, далее по оврагу на северо-восток 350 м и поворот на 120 градусов на север на 430 м и вдоль д. Янду, огибая огороды, продолжается до условно старой части деревни и поворачивается на север на 150 м, а затем в восточном направлении на 150 м, далее поворот на юг на 180 м, далее поворот на восток на 220 м и выходит к северной границе поселения. Д. Янду остается на землях Синьял-Покровского сельского поселения, а с севера земли сельскохозяйственного производственного кооператива «Атал».

## Населённые пункты
На территории поселения находятся следующие населённые пункты:
| Название          | Тип населённого пункта          | Население |
| ----------------- | ------------------------------- | --------- |
| Синьял-Покровское | Деревня                         |           |
| Важуково          | Деревня                         |           |
| Пархикасы         | Деревня, административный центр |           |
| Селиванкино       | Деревня                         |           |
| Хозандайкино      | Деревня                         |           |
| Ишлеи             | Железнодорожная станция         |           |
| Янду              | Деревня                         |           |
| Яранкасы          | Деревня                         |           |